# Lista de campeões de tag team da ECW

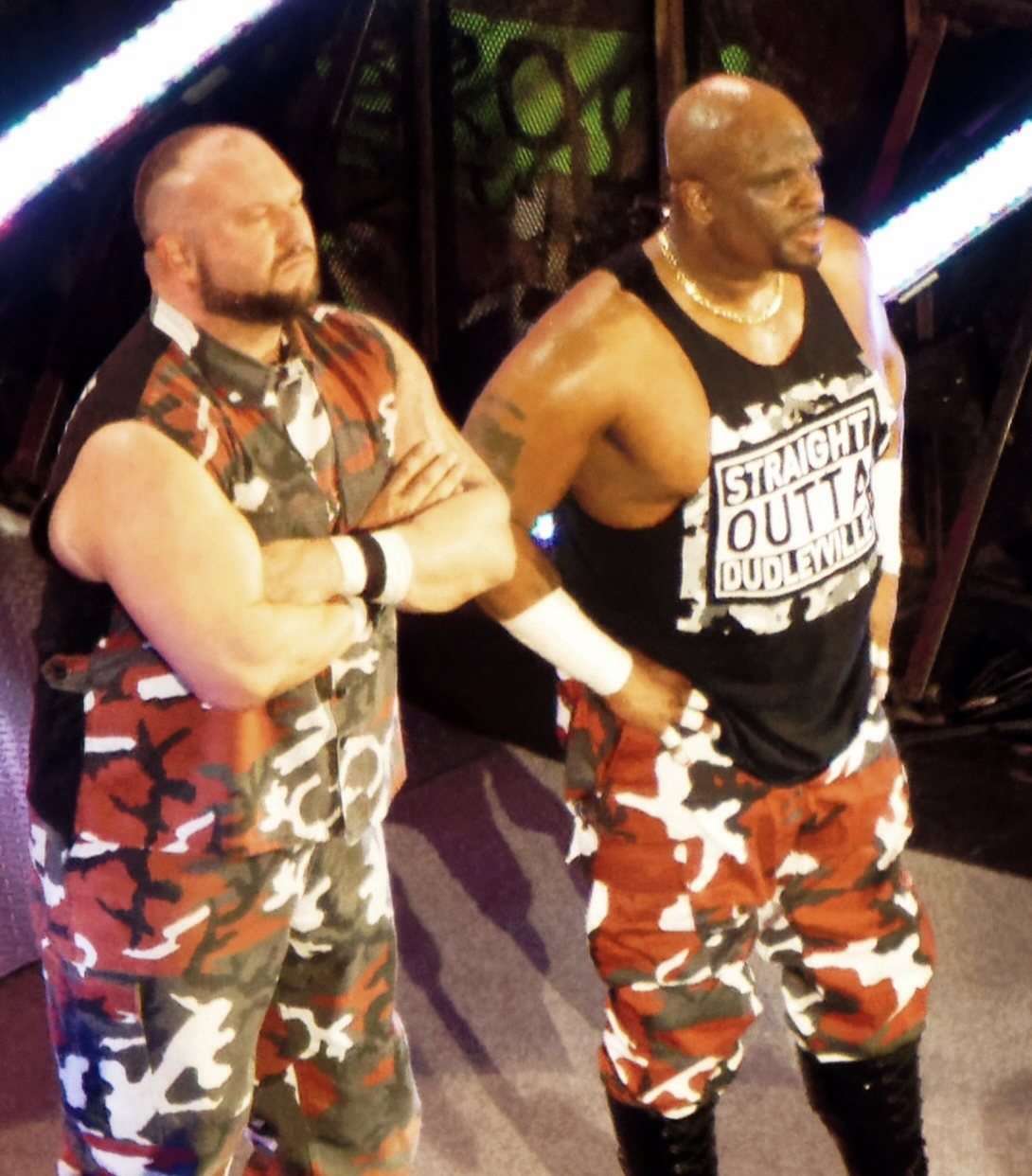
Os Dudley Boyz (Buh-Buh Ray e D-Von Dudley) detém o recorde de oito reinados com o título.

O ECW World Tag Team Championship foi um título mundial de duplas de luta livre profissional disputado na Extreme Championship Wrestling (ECW). Foi o único título mundial de duplas da companhia, criado em 1992. Em 2001, com a falência da ECW, o título foi desativado e, em 2003, foi comprado pela World Wrestling Entertainment (WWE) junto com o restante da ECW.
Os campeões inaugurais foram os Super Destroyers (A.J. Petrucci e Doug Stahl), que ganharam os títulos na final de um torneio em junho de 1992. Os Dudley Boyz (Buh-Buh Ray e D-Von Dudley) possuem o maior número de reinados, com oito, e em adição, têm o maior quantidade de reinados individuais. Public Enemy (Johnny Grunge e Rocco Rock) mantiveram o título por mais tempo, com 369 dias. Eles também detém o recorde individual. Os últimos campeões foram Danny Doring e Roadkill. No total, houve 52 reinados entre 31 equipes, com 47 campeões individuais.

## História

### Nomes
| Nome                                                     | Anos        |
| -------------------------------------------------------- | ----------- |
| NWA Eastern Championship Wrestling Tag Team Championship | 1992 - 1994 |
| ECW World Tag Team Championship                          | 1994 - 2001 |

### Reinados
| #  | Dupla                                                                | Reinados | Data                    | Dias | Local               | Evento                      | Notas |
| -- | -------------------------------------------------------------------- | -------- | ----------------------- | ---- | ------------------- | --------------------------- | --- |
| 1  | The Super Destroyers (A.J. Petrucci e Doug Stahl)                    | 1        | 23 de junho de 1992     | 283  | Filadélfia, PA      | Evento não-televisionado    | Derrotaram Glen Osbourne e Max Thrasher na final de um torneio. |
| 2  | Larry Winters e Tony Stetson                                         | 1        | 2 de abril de 1993      | 1    | Radnor, PA          | Hardcore TV                 | Exibido em 11 de maio de 1993. |
| 3  | The Suicide Blondes (Johnny Hotbody, Chris Candido e Chris Michaels) | 1        | 3 de abril de 1993      | 42   | Filadélfia, PA      | Hardcore TV                 | Hotbody e Candido conquistaram o título, mas Michaels também era reconhecido como campeão devido a regra dos Freebirds. Exibido em 25 de maio de 1993.                       |
| 4  | The Super Destroyers (A.J. Petrucci e Doug Stahl)                    | 2        | 15 de maio de 1993      | 0    | Filadélfia, PA      | Hardcore TV                 | Derrotaram Johnny Hotbody e Chris Michaels. Exibido em 6 de julho de 1993.                                                                                                   |
| 5  | The Suicide Blondes (Johnny Hotbody, Chris Candido e Chris Michaels) | 2        | 15 de maio de 1993      | 61   | Filadélfia, PA      | Hardcore TV                 | |
| —  | Vago                                                                 | —        | 15 de julho de 1993     | 24   | —                   | Hardcore TV                 | Título vago após Chris Candido deixar a ECW. |
| 6  | Eddie Gilbert e The Dark Patriot                                     | 1        | 8 de agosto de 1993     | 54   | Filadélfia, PA      | Hardcore TV                 | Derrotaram Sal Bellomo e The Sandman na final de um torneio pelo título vago. Exibido em 7 de setembro de 1993.                                                              |
| —  | Vago                                                                 | —        | 1 de outubro de 1993    | 0    | Filadélfia, PA      | Bloodfest: Part 1           | Título vago após Eddie Gilbert deixar a ECW. |
| 7  | Johnny Hotbody (3) e Tony Stetson (2)                                | 1        | 1 de outubro de 1993    | 43   | Filadélfia, PA      | Bloodfest: Part 1           | |
| 8  | Tommy Dreamer e Johnny Gunn                                          | 1        | 13 de novembro de 1993  | 21   | Filadélfia, PA      | November to Remember (1993) | |
| 9  | Kevin Sullivan e The Tazmaniac                                       | 1        | 4 de dezembro de 1993   | 63   | Filadélfia, PA      | Hardcore TV                 | Shane Douglas substituiu Johnny Gunn, lesionado, como parceiro de Tommy Dreamer. Exibido em 14 de dezembro de 1993.                                                          |
| —  | Vago                                                                 | —        | 5 de fevereiro de 1994  | 28   | Filadélfia, PA      | —                           | Título vago após final controverso em uma defesa de Kevin Sullivan e The Tazmaniac contra os Bruise Brothers.                                                                |
| 10 | Kevin Sullivan e The Tazmaniac                                       | 2        | 5 de março de 1994      | 1    | Filadélfia, PA      | —                           | Derrotaram os Bruise Brothers em uma revanche pelo título vago. |
| 11 | The Public Enemy (Johnny Grunge e Rocco Rock)                        | 1        | 6 de março de 1994      | 174  | Filadélfia, PA      | Hardcore TV                 | Exibido em 8 de março de 1994. |
| 12 | Cactus Jack e Mikey Whipwreck                                        | 1        | 27 de agosto de 1994    | 70   | Filadélfia, PA      | Hardcore TV                 | Exibido em 6 de setembro de 1994. |
| 13 | The Public Enemy (Johnny Grunge e Rocco Rock)                        | 2        | 5 de novembro de 1994   | 91   | Filadélfia, PA      | November to Remember (1994) | Exibido na Hardcore TV em 15 de novembro de 1994. |
| 14 | The Dangerous Alliance (Sabu e The Tazmaniac (3))                    | 1        | 4 de fevereiro de 1995  | 21   | Filadélfia, PA      | Double Tables               | |
| 15 | Chris Benoit e Dean Malenko                                          | 1        | 25 de fevereiro de 1995 | 42   | Filadélfia, PA      | Return of the Funker        | |
| 16 | The Public Enemy (Johnny Grunge e Rocco Rock)                        | 3        | 8 de abril de 1995      | 83   | Filadélfia, PA      | Three Way Dance             | Foi uma 3-Way Dance também envolvendo Taz e Sabu. |
| 17 | Raven e Stevie Richards                                              | 1        | 30 de junho de 1995     | 78   | Jim Thorpe, PA      | Hardcore TV                 | Exibido em 4 de julho de 1995. |
| 18 | The Pitbulls (Pitbull #1 e Pitbull #2)                               | 1        | 16 de setembro de 1995  | 21   | Filadélfia, PA      | Gangstas Paradise           | Exibido na Hardcore TV em 19 de setembro de 1995. |
| 19 | Raven e Stevie Richards                                              | 2        | 7 de outubro de 1995    | 0    | Filadélfia, PA      | Hardcore TV                 | Exibido em 17 de outubro de 1995. |
| 20 | The Public Enemy (Johnny Grunge e Rocco Rock)                        | 4        | 7 de outubro de 1995    | 21   | Filadélfia, PA      | Hardcore TV                 | Foi uma 3-Way Dance também envolvendo The Gangstas (New Jack e Mustafa Saed). Exibido em 24 de outubro de 1995.                                                              |
| 21 | 2 Cold Scorpio e The Sandman                                         | 1        | 28 de outubro de 1995   | 62   | Filadélfia, PA      | Hardcore TV                 | Scorpio derrotou Rocco Rock em uma luta individual pelo título e escolheu Sandman como parceiro. Exibido em 7 de novembro de 1995.                                           |
| 22 | Cactus Jack e Mikey Whipwreck                                        | 2        | 29 de dezembro de 1995  | 36   | Nova Iorque, NY     | Holiday Hell (1995)         | Whipwreck derrotou 2 Cold Scorpio em uma luta individual pelo título. Jack se declarou parceiro de Scorpio após a luta.                                                      |
| 23 | The Eliminators (Saturn e Kronus)                                    | 1        | 3 de fevereiro de 1996  | 182  | Nova Iorque, NY     | Big Apple Blizzard Blast    | |
| 24 | The Gangstas (New Jack e Mustafa Saed)                               | 1        | 3 de agosto de 1996     | 139  | Filadélfia, PA      | Doctor is In                | |
| 25 | The Eliminators (Saturn e Kronus)                                    | 2        | 20 de dezembro de 1996  | 85   | Middletown, NY      | Hardcore TV                 | Exibido em 31 de dezembro de 1996. |
| 26 | The Dudley Boyz (Buh Buh Ray Dudley e D-Von Dudley)                  | 1        | 15 de março de 1997     | 29   | Filadélfia, PA      | Hostile City Showdown       | Exibido em 20 de março de 1997. |
| 27 | The Eliminators (Saturn e Kronus)                                    | 3        | 13 de abril de 1997     | 68   | Filadélfia, PA      | Barely Legal                | |
| 28 | The Dudley Boyz (Buh Buh Ray Dudley e D-Von Dudley)                  | 2        | 20 de junho de 1997     | 29   | Waltham, MA         | Hardcore TV                 | Derrotaram Kronus pelo título. Exibido em 26 de junho de 1997. |
| 29 | The Gangstas (New Jack e Mustafa Saed)                               | 2        | 19 de julho de 1997     | 29   | Filadélfia, PA      | Heat Wave (1997)            | Exibido na Hardcore TV em 24 de julho de 1997. |
| 30 | The Dudley Boyz (Buh Buh Ray Dudley e D-Von Dudley)                  | 3        | 17 de agosto de 1997    | 34   | Fort Lauderdale, FL | Hardcore Heaven (1997)      | Ganharam o título por desistência após Mustafa Saed deixar a companhia. |
| 31 | The Gangstanators (New Jack (3) e Kronus (4))                        | 1        | 20 de setembro de 1997  | 28   | Filadélfia, PA      | As Good as it Gets          | Exibido na Hardcore TV em 27 de novembro de 1997. |
| 32 | The Full Blooded Italians (Little Guido e Tracy Smothers)            | 1        | 18 de outubro de 1997   | 48   | Filadélfia, PA      | Hardcore TV                 | Exibido em 1 de novembro de 1997. |
| 33 | The Can-Am Express (Doug Furnas e Phil LaFon)                        | 1        | 5 de dezembro de 1997   | 1    | Waltham, MA         | Evento ao vivo              | |
| 34 | Lance Storm e Chris Candido (3)                                      | 1        | 6 de dezembro de 1997   | 203  | Filadélfia, PA      | Better Than Ever            | Foi uma 3-Way Dance também envolvendo Axl Rotten e Balls Mahoney. |
| 35 | Rob Van Dam e Sabu (2)                                               | 1        | 27 de junho de 1998     | 119  | Filadélfia, PA      | Hardcore TV                 | Exibido em 1 de julho de 1998. |
| 36 | The Dudley Boyz (Buh Buh Ray Dudley e D-Von Dudley)                  | 4        | 24 de outubro de 1998   | 8    | Cleveland, OH       | Hardcore TV                 | Exibido em 28 de outubro de 1998. |
| 37 | Balls Mahoney e Masato Tanaka                                        | 1        | 1 de novembro de 1998   | 5    | Nova Orleães, LA    | November to Remember (1998) | |
| 38 | The Dudley Boyz (Buh Buh Ray Dudley e D-Von Dudley)                  | 5        | 1 de novembro de 1998   | 42   | Nova Iorque, NY     | Hardcore TV                 | Exibido em 11 de novembro de 1998. |
| 39 | Rob Van Dam e Sabu (3)                                               | 2        | 13 de dezembro de 1998  | 125  | Tóquio, Japão       | ECW/FMW Supershow II        | Exibido na Hardcore TV em 16 de dezembro de 1998. |
| 40 | The Dudley Boyz (Buh Buh Ray Dudley e D-Von Dudley)                  | 6        | 17 de abril de 1999     | 92   | Buffalo, NY         | Hardcore TV                 | D-Von derrotou Rob Van Dam para conquistar o título para sua dupla. Exibido em 23 de abril de 1999.                                                                          |
| 41 | Spike Dudley e Balls Mahoney (2)                                     | 1        | 18 de julho de 1999     | 26   | Dayton, OH          | Heat Wave (1999)            | |
| 42 | The Dudley Boyz (Buh Buh Ray Dudley e D-Von Dudley)                  | 7        | 13 de agosto de 1999    | 1    | Cleveland, OH       | Hardcore TV                 | Exibido em 20 de agosto de 1999. |
| 43 | Spike Dudley e Balls Mahoney (3)                                     | 2        | 14 de agosto de 1999    | 12   | Toledo, OH          | Hardcore TV                 | Exibido em 27 de agosto de 1999. |
| 44 | The Dudley Boyz (Buh Buh Ray Dudley e D-Von Dudley)                  | 8        | 26 de agosto de 1999    | 0    | Nova Iorque, NY     | ECW on TNN                  | Exibido em 3 de setembro de 1999. |
| 45 | Tommy Dreamer (2) e Raven (3)                                        | 1        | 26 de agosto de 1999    | 136  | Nova Iorque, NY     | ECW on TNN                  | Exibido em 3 de setembro de 1999. |
| 46 | Impact Players (Lance Storm (3) e Justin Credible)                   | 1        | 9 de janeiro de 2000    | 48   | Birmingham, AL      | Guilty as Charged (2000)    | |
| 47 | Tommy Dreamer (3) e Masato Tanaka (2)                                | 1        | 26 de fevereiro de 2000 | 7    | Cincinnati, OH      | Hardcore TV                 | Exibido em 7 de março de 2000. |
| 48 | Mike Awesome e Raven (4)                                             | 1        | 4 de março de 2000      | 8    | Filadélfia, PA      | ECW on TNN                  | Exibido em 10 de março de 2000. |
| 49 | Impact Players (Lance Storm (4) e Justin Credible (2)))              | 2        | 12 de março de 2000     | 41   | Danbury, CT         | Living Dangerously          | Foi uma 3-Way Dance também envolvendo Tommy Dreamer e Masato Tanaka. |
| —  | Vago                                                                 | —        | 22 de abril de 2000     | 125  | Filadélfia, PA      | Evento ao vivo              | Justin Credible vagou sua metade do título ao ganhar o título mundial dos pesos-pesados da ECW no CyberSlam. Storm deixou a empresa pela World Championship Wrestling (WCW). |
| 50 | Yoshihiro Tajiri e Mikey Whipwreck (3)                               | 1        | 25 de agosto de 2000    | 1    | Nova Iorque, NY     | ECW on TNN                  | Foi uma 3-Way Dance também envolvendo Tommy Dreamer & Jerry Lynn e Johnny Swinger & Simon Diamond. Exibido em 1 de setembro de 2000.                                         |
| 51 | The Full Blooded Italians (Tony Mamaluke e Little Guido (2))         | 1        | 26 de agosto de 2000    | 99   | Nova Iorque, NY     | ECW on TNN                  | Exibido em 8 de setembro de 2000. |
| 52 | Danny Doring e Roadkill                                              | 1        | 3 de dezembro de 2000   | 129  | Nova Iorque, NY     | Massacre on 34th Street     | |
| —  | Desativado                                                           | —        | 11 de abril de 2001     | —    | —                   | —                           | Título desativado com o fechamento da Extreme Championship Wrestling (ECW).                                                                                                  |

## Lista de reinados combinados

### Por equipe

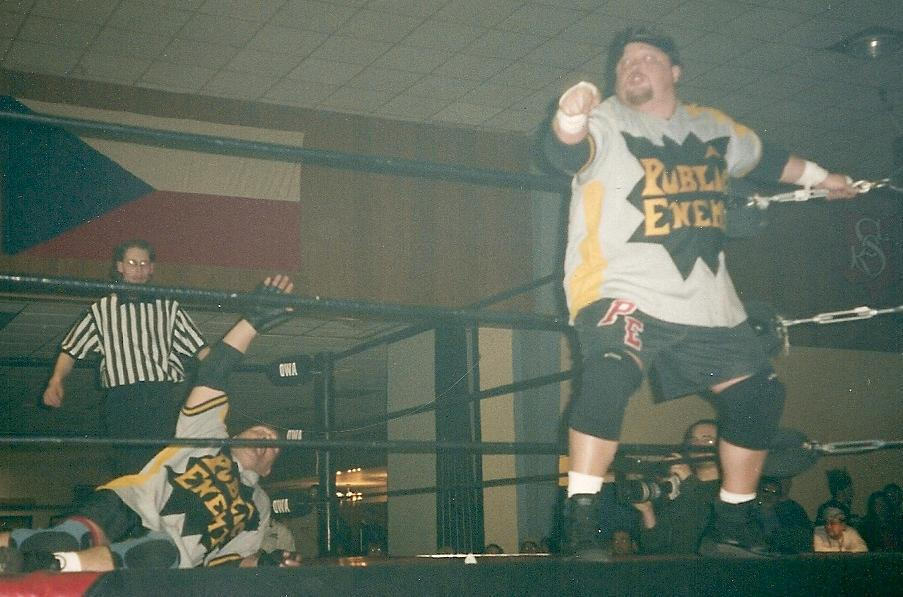
The Public Enemy (Johnny Grunge e Rocco Rock) detém o recorde de dias com o título em duplas e individualmente.

| Pos. | Equipe                                                               | Nº de reinados | Dias combinados |
| ---- | -------------------------------------------------------------------- | -------------- | --------------- |
| 1    | The Public Enemy (Johnny Grunge e Rocco Rock)                        | 4              | 369             |
| 2    | The Eliminators (Kronus e Saturn)                                    | 3              | 335             |
| 3    | The Dudley Boyz (Buh Buh Ray e D-Von)                                | 8              | 291             |
| 4    | The Super Destroyers (A.J. Petrucci e Doug Stahl)                    | 2              | 283             |
| 5    | Sabu e Rob Van Dam                                                   | 2              | 244             |
| 6    | Chris Candido e Lance Storm                                          | 1              | 203             |
| 7    | The Gangstas (Mustapha Saed e New Jack)                              | 2              | 168             |
| 8    | Tommy Dreamer e Raven                                                | 1              | 136             |
| 9    | Danny Doring e Roadkill                                              | 1              | 129             |
| 10   | Cactus Jack e Mikey Whipwreck                                        | 1              | 106             |
| 11   | The Full Blooded Italians (Little Guido e Tony Mamaluke)             | 1              | 99              |
| 12   | The Suicide Blondes (Chris Candido, Johnny Hotbody e Chris Michaels) | 2              | 88              |
| 13   | Impact Players (Justin Credible e Lance Storm)                       | 2              | 79              |
| 14   | Raven e Stevie Richards                                              | 2              | 78              |
| 15   | Kevin Sullivan e The Tazmaniac                                       | 2              | 64              |
| 16   | 2 Cold Scorpio e The Sandman                                         | 1              | 62              |
| 17   | The Dark Patriot e Eddie Gilbert                                     | 1              | 54              |
| 18   | The Full Blooded Italians (Little Guido e Tracy Smothers)            | 1              | 48              |
| 19   | Hotbody e Tony Stetson                                               | 1              | 43              |
| 20   | Chris Benoit e Dean Malenko                                          | 1              | 42              |
| 21   | Spike Dudley e Balls Mahoney                                         | 2              | 38              |
| 22   | The Gangstanators (Kronus e New Jack)                                | 1              | 28              |
| 23   | Tommy Dreamer e Johnny Gunn                                          | 1              | 21              |
| 23   | Sabu e The Tazmaniac                                                 | 1              | 21              |
| 23   | The Pitbulls (Pitbull #1 e Pitbull #2)                               | 1              | 21              |
| 24   | Mike Awesome e Raven                                                 | 1              | 8               |
| 25   | Tommy Dreamer e Masato Tanaka                                        | 2              | 7               |
| 26   | Balls Mahoney e Masato Tanaka                                        | 1              | 5               |
| 27   | Tony Stetson e Larry Winters                                         | 1              | 1               |
| 27   | Doug Furnas e Phil LaFon                                             | 1              | 1               |
| 27   | Yoshihiro Tajiri e Mikey Whipwreck                                   | 1              | 1               |

### Por lutador
| Pos. | Lutador            | Nº de reinados | Dias combinados |
| ---- | ------------------ | -------------- | --------------- |
| 1    | Johnny Grunge      | 4              | 369             |
| 1    | Rocco Rock         | 4              | 369             |
| 2    | Kronus             | 4              | 363             |
| 3    | Saturn             | 3              | 335             |
| 4    | Chris Candido      | 3              | 291             |
| 4    | D-Von Dudley       | 8              | 291             |
| 4    | Buh Buh Ray Dudley | 8              | 291             |
| 5    | A.J. Petrucci      | 2              | 283             |
| 5    | Doug Stahl         | 2              | 283             |
| 6    | Lance Storm        | 3              | 282             |
| 7    | Sabu               | 3              | 265             |
| 8    | Rob Van Dam        | 2              | 244             |
| 9    | Raven              | 4              | 222             |
| 10   | New Jack           | 3              | 196             |
| 11   | Mustapha Saed      | 2              | 168             |
| 12   | Tommy Dreamer      | 3              | 164             |
| 13   | Little Guido       | 2              | 149             |
| 14   | Johnny Hotbody     | 3              | 131             |
| 15   | Roadkill           | 1              | 129             |
| 15   | Danny Doring       | 1              | 129             |
| 16   | Mikey Whipwreck    | 3              | 107             |
| 17   | Cactus Jack        | 2              | 106             |
| 18   | Tony Mamaluke      | 1              | 99              |
| 19   | Kevin Sullivan     | 1              | 64              |
| 20   | Chris Michaels     | 2              | 88              |
| 21   | The Tazmaniac      | 3              | 84              |
| 22   | Justin Credible    | 2              | 79              |
| 23   | Stevie Richards    | 2              | 78              |
| 24   | The Sandman        | 1              | 62              |
| 24   | 2 Cold Scorpio     | 1              | 62              |
| 25   | Eddie Gilbert      | 1              | 54              |
| 25   | The Dark Patriot   | 1              | 54              |
| 26   | Tracy Smothers     | 1              | 48              |
| 27   | Tony Stetson       | 2              | 44              |
| 28   | Balls Mahoney      | 3              | 43              |
| 29   | Chris Benoit       | 1              | 42              |
| 29   | Dean Malenko       | 1              | 42              |
| 30   | Spike Dudley       | 2              | 38              |
| 31   | Johnny Gunn        | 1              | 21              |
| 31   | Pitbull #1         | 1              | 21              |
| 31   | Pitbull #2         | 1              | 21              |
| 32   | Masato Tanaka      | 2              | 12              |
| 33   | Mike Awesome       | 1              | 7               |
| 34   | Larry Winters      | 1              | 1               |
| 34   | Doug Furnas        | 1              | 1               |
| 34   | Phil LaFon         | 1              | 1               |
| 34   | Yoshihiro Tajiri   | 1              | 1               |